# Kloster Longuay

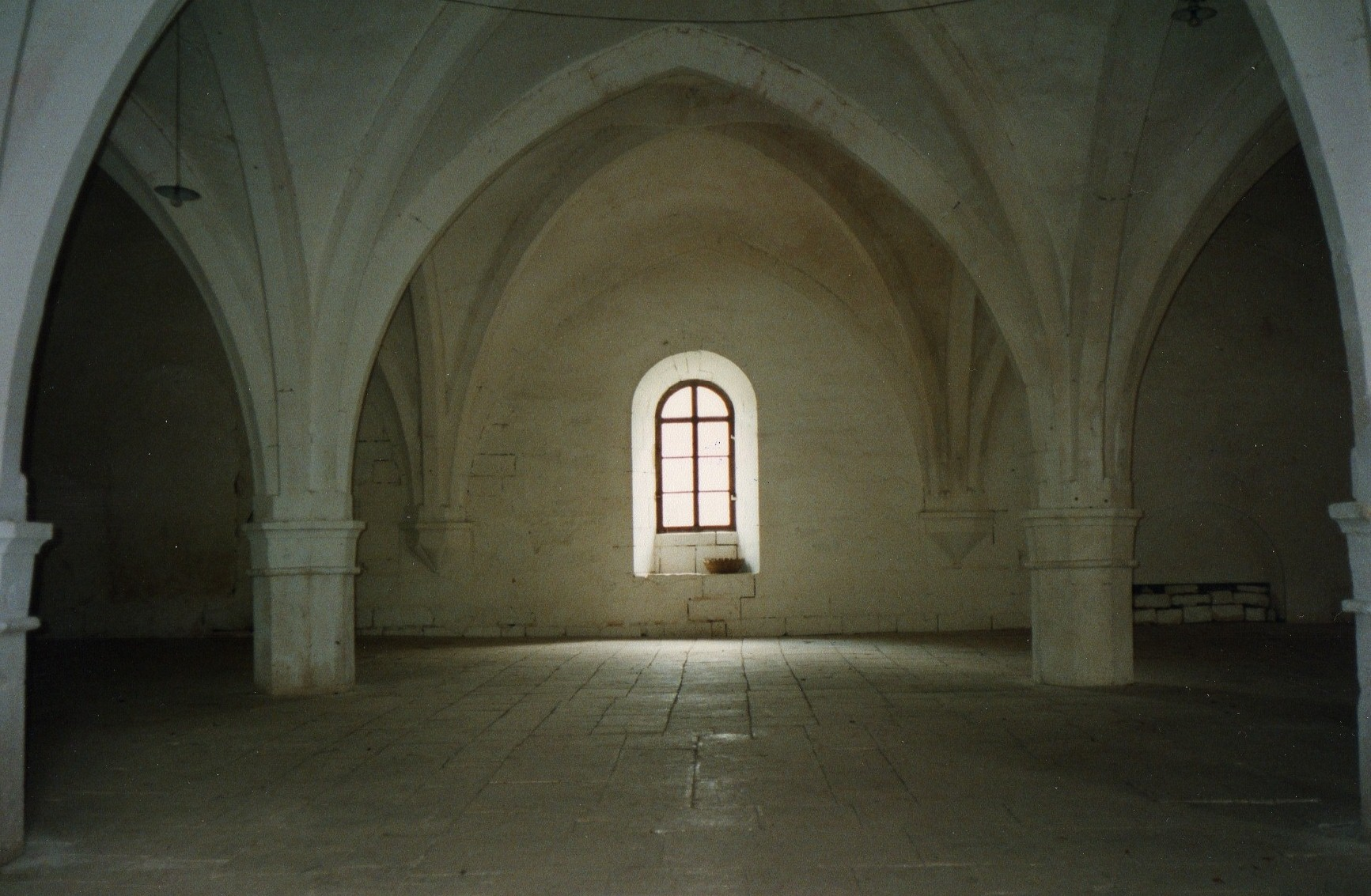
Ehemaliges Konversendormitorium

Das Kloster Longuay (lateinisch: Longum vadum – „lange Furt“) ist eine ehemalige Zisterzienserabtei in der Gemeinde Aubepierre-sur-Aube im Département Haute-Marne, Region Grand Est, in Frankreich, im Tal der Aube.

## Geschichte
Das von Robert von Burgund, dem Bischof von Langres, 1102 für Regularkanoniker gestiftete Kloster schloss sich um 1150 dem Zisterzienserorden als unmittelbares Tochterkloster der Primarabtei Clairvaux an. Das Kloster besaß zwei Grangien (Hierce und Grand-Bois) und betrieb in den Schmieden von La Chaume die Metallverarbeitung. Während der Französischen Revolution wurde das Kloster 1791 aufgelöst und größtenteils abgebrochen.

## Bauten und Anlage
Erhalten sind vier kreuzgratgewölbte Joche des Südflügels des Kreuzgangs, der Wärmeraum und ein Teil des Mönchssaals. Der Konversenflügel wurde zur zweistöckigen Zehntscheune umgebaut und gilt als eines der Hauptwerke der Zisterzienserarchitektur. Auf dem Klostergelände wurde im 19. Jahrhundert ein Schloss errichtet.